# 우리와 악의 거리
《우리와 악의 거리》(중국어 간체자: 我们与恶的距离, 정체자: 我們與惡的距離, 병음: Wǒ men yǔ è de jù lí 워먼위어더쥐리[*], 한자음: 아문여악적거리), 영어: The World Between Us 더 월드 비튄 어스[*])는 타이완의 텔레비전 드라마.

## 등장 인물

### 주요인물
- 가정문(賈靜雯) : 송교안(宋喬安) 역 - SBC 품미신문국(品味新聞台) 부국장
- 온승호(溫昇豪) : 유소국(劉昭國) 역 - 헤럴드(先驅報) 발행인, 송교안의 남편
- 오강인(吳慷仁) : 왕사(王赦) 역 - 국선변호인, 이효명의 변호사
- 주채시(周采詩) : 정미미(丁美媚) 역 - 왕사의 아내, 주부
- 진여(陳妤) : 이대지(李大芝) 역 - 이전 이름은 이효문(李曉文), SBC 품미신문국 신입직원, 어시스턴트 에디터
- 훙두라쓰(洪都拉斯) : 료뉴세(廖紐世) 역 - SBC 품미신문국 프로듀서, 송교안과 유소국의 선배
- 증패자(曾沛慈) : 응사열(應思悅) 역 - 음료 가게 운영, 이대지의 집주인
- 임철희(林哲熹) : 응사총(應思聰) 역 - 응사열의 남동생, 정신증 환자, 영화감독
- 시명수(施名帥) : 임일준(林一駿) 역 - 정신과 전문의사, 송교평의 남편
- 임여희(林予晞) : 송교평(宋喬平) 역 - 정신과 사회복지사, 송교안의 여동생

### 송교안과 유소국네
- 우훼교(于卉喬) : 유천청(劉天晴) 역 - 송교안과 유소국의 딸
- 임유륜(林宥綸) : 유천언(劉天彥) 역 - 송교안과 유소국의 아들, 유천청의 오빠

### 이가(李家)
- 검장(檢場) : 이공가(李功軻) 역 - 이효문의 아버지
- 사경난(謝瓊煖) : 임수려(林秀麗) 역 - 이효문의 어머니
- 왕가원(王可元) : 이효명(李曉明) 역 - 이효문의 오빠, 사형수

### 응가(應家)
- 유사민(劉士民) : 응사열, 응사총과 응사덕의 아버지 역
- 사려금(謝麗金) : 응사열과 응사총의 계모, 응사덕의 어머니 역
- 유수보(劉修甫) : 응사덕(應思德) 역 - 응사열과 응사총의 이복동생

### 왕사와 정미미네
- 파과(巴戈) : 정미미의 아버지 역
- 소요(蕭瑤) : 정미미의 어머니 역
- 임신희(林宸熙) : 어머니 역 - 왕사와 정미미의 딸

### 그 외 인물
- 아포(阿布) : 김정개(金鼎凱) 역 - 응사열의 약혼자
- 임우선(林雨宣) : 청이(小清) 역 - 음료 가게 점원

### 특별출연
- 성죽여(盛竹如) : 증경전(曾鏡傳) 역 - 이효문의 선생
- 담애진(譚艾珍) : 김정개의 어머니 역
- 범시헌(范時軒) : 령이(阿玲) 역 - SBC 품미신문국의 서브 컨트롤 룸 편집장
- 이정옥(李晶玉) : 호스트 역